# Ott Lepland
Ott Lepland, né le 17 mai 1987 à Tallinn, est un chanteur estonien connu pour avoir remporté la troisième saison de Eesti otsib superstaari, la Nouvelle Star estonienne.

## Biographie
Le 3 mars 2012, il est choisi pour représenter l'Estonie au Concours Eurovision de la chanson 2012 à Bakou, en Azerbaïdjan avec la chanson Kuula (Écoutez) où il se classe sixième.

## Eesti otsib superstaari
| Semaine                       | Titre                                 | Artiste         | Résultat |
| ----------------------------- | ------------------------------------- | --------------- | -------- |
| Semi-final: Boys Round 1 (en) | Permanent                             | David Cook      | Safe     |
| Semi-final: Boys Round 2 (en) | All by Myself                         | Eric Carmen     | Safe     |
| Top 10 (en) (Week 1)          | Everybody Hurts                       | R.E.M.          | Safe     |
| Top 10 (en) (Week 2)          | Eestlane olen ja eestlaseks jään      | Ivo Linna       | Safe     |
| Top 8 (en)                    | Dude (Looks Like a Lady)              | Aerosmith       | Safe     |
| Top 7 (en)                    | You Can Leave Your Hat On             | Randy Newman    | Safe     |
| Top 6 (en)                    | Hüvasti, kollane koer                 | Urmas Alender   | Safe     |
| Top 5 (en)                    | Angel                                 | Sarah McLachlan | Safe     |
| Top 5 (en)                    | What's My Name?                       | Snoop Dogg      | Safe     |
| Top 4 (en)                    | Kohtumistund                          | Ivo Linna       | Safe     |
| Top 4 (en)                    | Light On                              | David Cook      | Safe     |
| Top 3 (en)                    | One Vision                            | Queen           | Safe     |
| Top 3 (en)                    | Rändajad duo avec Sandra Nurmsalu     | Urban Symphony  | Safe     |
| Superfinal (en)               | The Little Drummer Boy                |                 | Victory  |
| Superfinal (en)               | Kohtumistund                          | Ivo Linna       | Victory  |
| Superfinal (en)               | I Will Talk and Hollywood Will Listen | Robbie Williams | Victory  |

## Discographie
- Oti jõululaulud (Seafarm Recs 1995)
- Oti suvelaulud (Seafarm Recs 1996)
- Ott ja Valged jänesed (BG Muusik 1996)
- Ott ja sõbrad (BG Muusik 1996)
- Ott Lepland (album) (Crunch Industry 2010)
- Laulan ma sind (Crunch Industry 2011)
- Kuula (Crunch Industry 2012)
- Öö mu kannul käib (Crunch Industry 2012)

## Singles
- Otsides ma pean su jälle leidma (décembre 2009)
- Süte peal sulanud jää (février 2010)
- Läbi öise Tallinna (avril 2010)
- Üheskoos on olla hea (juin 2010)
- Kohtume jälle (octobre 2010)
- Sinuni (with Lenna Kuurmaa) (décembre 2010)
- Öö (avril 2011)
- Tunnen elus end (octobre 2011)
- Kuula
- Imede öö
- Kodu